# A beavatás szertartása (regény)
A beavatás szertartása Szélesi Sándor 2009-ben a Galaktika Fantasztikus Könyvek sorozatban megjelent fantasztikus regénye.

## Történet
|  | Alább a cselekmény részletei következnek! |

Az Alfa Endemi egy távoli bolygó, húszezer fényévnyire a Földtől. Négy telepes térképezte fel, mielőtt többen érkeztek volna az anyabolygóról. Ketten négy év után visszatértek a Földre, David és Pat azonban maradtak Justinnal, az Endemin született gyermekükkel együtt. Az asszony hirtelen és megmagyarázhatatlan halála után David egyedül nevelte a gyermekét. A fiú 10 éves volt, amikor mélyűri hívás érkezett arról, hogy 14 000 telepessel útban van a bolygó felé a Marco Polo nevű csillaghajó. Az apa és a fia sorsa döntően megváltozott, amikor az újonnan érkezettek hódítóként léptek fel az őslakókkal (gorukkal) szemben.
|  | Itt a vége a cselekmény részletezésének! |

## Szereplők
- David Whist
- Justin, David fia
- Patricia, Justin édesanyja
- Geoffrey Mayne, kutató
- Estella, Geoff felesége
- Stanley Guilden kormányzó
- Roger Wong, pilóta
- Paula Scott, biológus
- Thelma Overton, Guilden tanácsadója
- Ernesto Diaz őrnagy
- Joseph O'Connell, főorvos
- Joseph és Paul: goruk